# Hold Out (singolo)
Hold Out è un singolo del musicista britannico Sam Fender, pubblicato il 13 febbraio 2020.

## Video musicale
Il video musicale è stato diretto da Jack Whitefield.

## Tracce
1. Hold Out – 2:43